# Donzy-le-Pertuis
Donzy-le-Pertuis é uma comuna francesa na região administrativa de Borgonha-Franco-Condado, no departamento Saône-et-Loire. Estende-se por uma área de 6,14 km². Em 2010 a comuna tinha 171 habitantes (densidade: 27,9 hab./km²).